# Xenoblade Chronicles X
Xenoblade Chronicles X (japonsky ゼノブレイドクロス, Zenobureido Kurosu) je japonská akční hra na hrdiny v otevřeném světě, kterou vyvinula společnost Monolith Soft a vydalo Nintendo exkluzivně pro herní konzoli Wii U. V roce 2025 byla vydána rozšířená verze hry pro Nintendo Switch s názvem Xenoblade Chronicles X: Definitive Edition.

## Hratelnost
Hra má otevřený svět sestávající z pěti kontinentů. Souboje probíhají systémem Active Time Battle, kdy je útok či schopnost po svém použití na chvíli neaktivní a lze znovu použít až po uplynutí nějakého času. Hráč má k dispozici 12 typů zbraní. Svou postavu může rozvíjet ve třech třídách a 12 podtřídách, přičemž lze jejich specializaci měnit bez dodatečného postihu. K hráčově skupině se mohou připojit až tři další postavy. V pozdější fázi hry dostane hráč k dispozici mecha zvaného skell, se kterým se dokáže postavit silnějším soupeřům a později i létat. Multiplayer nabízí možnost chatu a výměny předmětů mezi 32 hráči, ve čtyřech lidech se pak dají plnit společné úkoly.

## Příběh
Příběh se odehrává na planetě Mira, kde proti sobě bojují zástupci několika ras. Lidé kvůli konfliktu dvou mimozemských druhů opustili Zemi na vesmírných lodích. Jedna z nich, White Whale, ztroskotá právě na planetu Mira. Přeživší založili město New Los Angeles, ze kterého hráč vyráží na průzkum planety. Úkolem hráče je nalézt stázové buňky s lidmi, které byly při dopadu lodě roztroušeny po celé planetě.

## Vývoj
Xenoblade Chronicles X byla veřejnosti poprvé odhalena v lednu 2013 pod názvem X.

## Kritika
Xenoblade Chronicles X byla recenzenty přijata kladně. Na agregátu GameRankings měla k 13. lednu 2016 průměrné hodnocení 83,71 % z 43 recenzí. Na webu Hrej.cz hra získala hodnocení 4/5, přičemž recenzent Lukáš Kunce uvedl, že hře chybí „silnější příběhová linka a lépe navržené uživatelské rozhraní“.

### Kontroverze
Jistou kontroverzi vyvolala postava třináctileté Lin, která v původní japonské verzi mohla být vybavena vykrojenými bikinami. Vývojáři se pro verzi vydávanou v Evropě a Severní Americe rozhodli tento obleček modifikovat tak, aby nepobuřoval zdejší hráče.